# Tuneladora

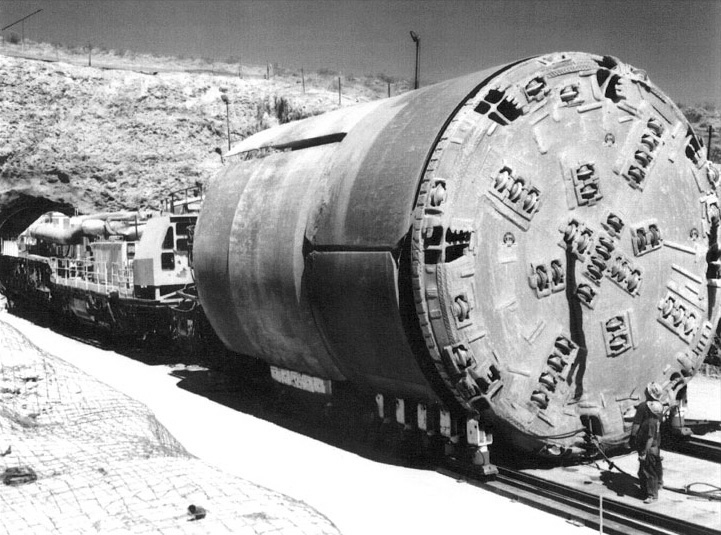
Una tuneladora (talp) que fou usada a Yucca Mountain, Washington.

Una tuneladora o T.B.M. (de l'anglès Tunnel Boring Machine) és una màquina capaç d'excavar túnels a secció completa alhora que col·labora en la col·locació d'un sosteniment si aquest és necessari, ja sigui provisional o bé definitiu. L'excavació es realitza normalment mitjançant un cap giratori equipat amb elements de tall i accionat per motors elèctrics, tot i que també existeixen tuneladores menys mecanitzades sense cap giratori. L'empenta necessària per a avançar s'aconsegueix mitjançant un sistema de gats perimetrals que es recolzen o bé en l'últim anell col·locat de sosteniment o bé en unes sabates mòbils (anomenades grippers) accionades també per gats que les empenyen contra la paret del túnel de manera que s'obté un punt fix des d'on empenyeran els esmentats gats perimetrals. Darrere dels equips d'excavació i avanç s'hi situa l'anomenat back up de la tuneladora, constituït per una sèrie de plataformes arrossegades per la mateixa màquina i que sovint roden sobre uns rails que la mateixa tuneladora col·loca, on s'allotgen tots els equips transformadors, de ventilació, dipòsits de morter i el sistema d'evacuació del material excavat.
Els rendiments aconseguits amb tuneladores de cap giratori són elevadíssims si es comparen amb altres mètodes d'excavació de túnels, però el seu ús no és rendible fins a una longitud mínima de túnel a excavar: cal amortitzar el preu de la màquina i eclipsar el temps que es triga a dissenyar-la, fabricar-la, transportar-la i muntar-la (que pot arribar tranquil·lament als dos anys). A més els túnels a excavar amb tuneladora han de tenir radis de curvatura elevats perquè les màquines no accepten corbes tancades i la secció ha de ser circular en túnels excavats amb cap giratori.
Se'n distingeixen dos grans grups: els talps i els escuts, tot i que també existeixen tuneladores convertibles com una de les tres que actualment excaven la línia 9 del metro de Barcelona.

## Talps
Els talps són tuneladores dissenyades per excavar roques dures o mitjanes, sense gaires necessitats de sosteniment.

## Escuts
Els escuts són tuneladores dissenyades per excavar roques toves o sòls, terrenys que necessiten sistemàticament la col·locació d'un sosteniment. A diferència dels talps, els escuts compten amb una carcassa (que dona el nom a aquest tipus de màquina) metàl·lica exterior que sosté provisionalment el terreny des del front d'avanç fins una mica més enllà d'on es col·loca el sosteniment definitiu, normalment consistent en anells formats per unes 7 dovelles. D'aquesta manera, es garanteix en tot moment l'estabilitat del túnel. Sovint estan preparades per avançar sota el nivell freàtic.
Si es tracta d'una tuneladora de cap giratori, aquest sol estar equipat amb piques i ganivetes. També disposa d'una sèrie d'obertures freqüentment regulables per on el material arrencat passa a una cambra des d'on es transporta posteriorment cap a l'exterior de la màquina. Després d'aquesta cambra, s'hi allotgen els motors i el lloc de comandament de la màquina, espais completament protegits per la carcassa metàl·lica. Seguidament hi ha tot el sistema d'empenta: primer els cilindres perimetrals (amb un recorregut entre 1.20 i 1.50 m). Aquests gats perimetrals es recolzen contra l'últim anell col·locat de dovelles del revestiment definitiu del túnel. Quan finalitza el recorregut dels cilindres d'avanç, es col·loca un nou anell de dovelles (en l'interior de la carcassa, que s'estén una mica més enllà de manera que el túnel sempre està sostingut) i es comença un nou cicle d'excavació. Una injecció de morter o greix és necessària per omplir el buit de 7 a 9 cm de gruix entre les dovelles i el terreny excavat.
Es distingeixen dos grans grups d'escuts, d'entre els que es distingeixen les tipologies que s'expliciten a continuació:
- Escuts de front obert: s'usen quan el front del túnel és estable. El sistema d'excavació pot ser manual, mitjançant braç fresador, amb un braç excavador, o amb un cap giratori. En alguns casos, es pot col·laborar amb l'estabilitat del front un cop acabat cada cicle amb uns panells a manera de reixa. Amb aquest tipus de màquina, si el cap no és giratori, és possible treballar amb seccions no circulars.
- Escuts de front tancat: s'usen quan el front del túnel és marcadament inestable, per exemple en terrenys no cohesius, saturats d'aigua, etc. La secció excavada ha d'ésser circular. N'hi ha de diversos tipus:

- Escuts amb tancament mecànic: l'entrada i sortida de material en la cambra de terres es regula mitjançant dues portes d'obertura controlada hidràulicament. La màquina té limitacions amb presència d'aigua.
- Escuts pressuritzats amb aire comprimit: pràcticament no s'usen.
- Escuts de bentonita o hidroescuts: amb la injecció de bentonita s'aconsegueix estabilitzar el terrenys per les seves propietats tixotròpiques i facilitar el transport de material mitjançant bombament.
- Escuts de balanç de pressió de terres o EPBs: el material és extret de la cambra de terres mitjançant un vis sense fi. Variant la força d'empenta d'avanç i la velocitat d'extracció del cargol, s'aconsegueix controlar la pressió de balanç de les terres, perquè aquesta garanteixi l'estabilitat del front i es minimitzin els assentaments en superfície. Per facilitar l'evacuació de productes poc plàstics amb cargols, sovint s'han d'injectar productes químics per augmentar la plasticitat dels terrenys. Avui en dia, les EPB són la tecnologia predominant quant a excavació de túnels sota nivell freàtic.

## Biomimètica, o la broma com a font d'inspiració d'enginyeria
El 1805, l'enginyer britànic Marc Isambard Brunel es va inspirar en el comportament i anatomia de la broma per millorar la tecnologia de construcció de túnels. En observar la manera com les valves de la broma li permeten excavar una galeria a la fusta i protegir-se de ser aixafada pels moviments del material, Brunel va dissenyar un enginyós marc modular d'acer per a túnels, que permetia els treballadors excavar amb èxit a través del llit del riu Tàmesi, molt inestable. Amb el seu invent va aconseguir el primer túnel de gran longitud construït sota un riu navegable.